# 達尼爾·羅斯沙
達尼爾·羅斯沙（匈牙利語：Dániel Rózsa；1984年11月24日—）是一位匈牙利足球運動員。在場上的位置是防守型中場。他現在效力於匈牙利足球甲級聯賽球隊松博特海伊足球俱樂部。他也代表匈牙利國家足球隊參賽。